# Raytheon
Raytheon est une entreprise américaine spécialisée principalement dans les domaines des systèmes de défense et d'électronique et dans l'aérospatiale. Elle fut fondée en 1922 à Cambridge (Massachusetts) et son siège est actuellement à Waltham (Massachusetts). En 2012, elle se classe au sixième rang mondial des ventes de matériel militaire,. Le 3 avril 2020 Raytheon fusionne avec United Technologies pour former Raytheon Technologies.

## Histoire de Raytheon

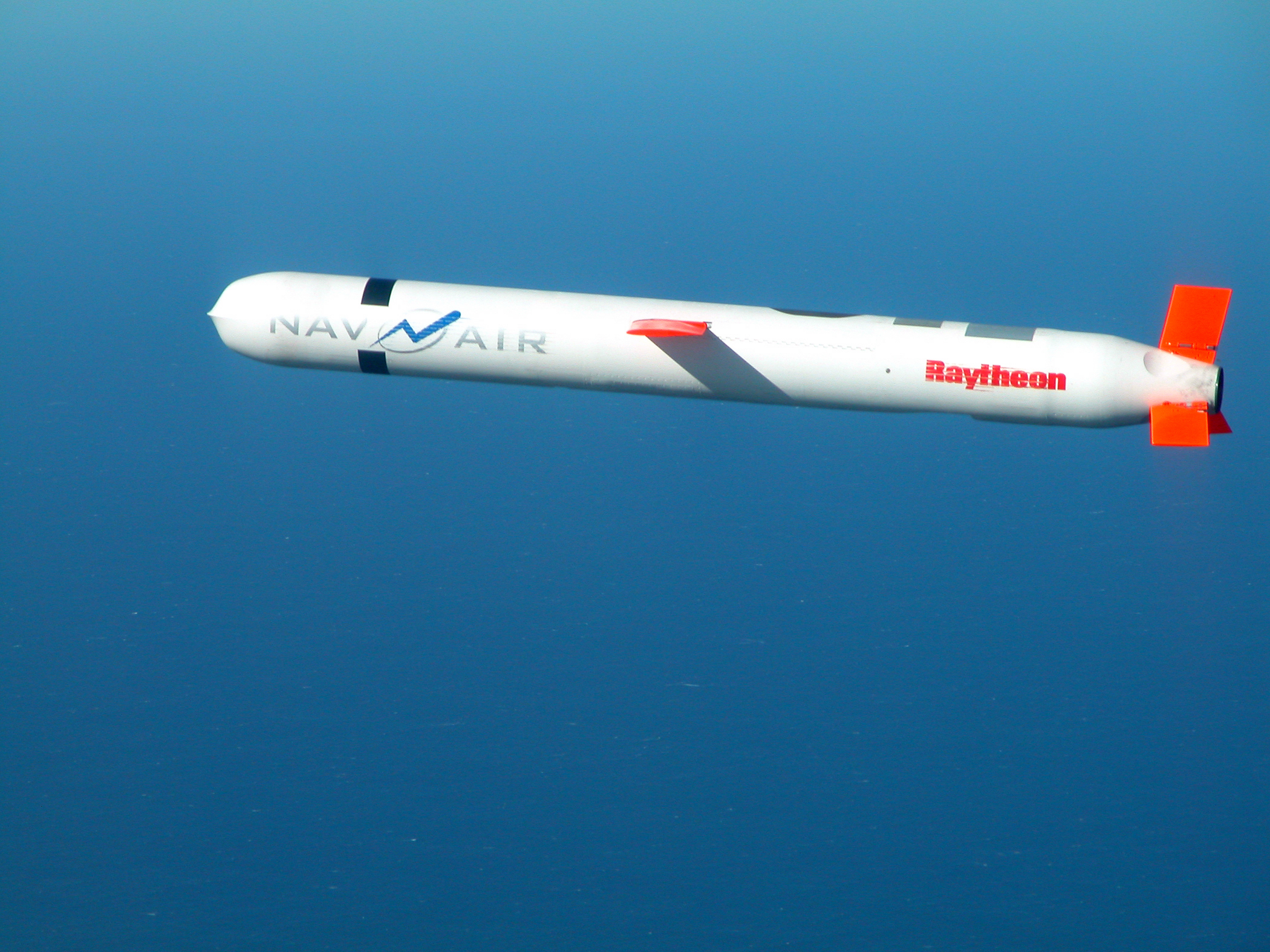
Un missile de croisière Tomahawk Block IV pendant un test de vol pour l'U.S. Navy NAWS China Lake, Californie (10 novembre 2002)

### Les débuts de la société
En 1922, deux anciens colocataires du MIT Laurence K. Marshall et Vannevar Bush, avec le scientifique Charles G. Smith, créent l'American Appliance Company à Cambridge. Leur préoccupation de départ était les nouvelles technologies de réfrigération, puis bientôt l'électronique. Le premier produit de la compagnie fut un convertisseur à l'hélium fait à partir des premières recherches astronomiques de Charles Smith sur l'étoile Zeta Puppis. Le tube électronique fut nommé Raytheon (« la lumière des dieux ») et fut utilisé comme un redresseur, un type de convertisseur alternatif - continu permettant de brancher une radio au courant électrique domestique au lieu de piles énormes et encombrantes et ainsi d'éliminer le coût élevé de ces piles de courte durée de vie.
À la suite d'un litige, avec une firme du même nom en Indiana, la compagnie change de nom en 1925 pour Raytheon Manufacturing Company et commence à commercialiser son redresseur, sous la marque Raytheon, avec un grand succès commercial. En 1928, Raytheon fusionne avec Q.R.S. Company, un fabricant américain de prises électriques et de tubes électroniques, et garde son nom, Raytheon Manufacturing Company. En 1933, elle se diversifie avec l'acquisition d'Acme-Delta Company, un producteur de transformateurs, d'équipement électrique, et d'électronique pour l'automobile. Dans les années 1930, Raytheon est déjà l'une des plus grandes compagnies au monde pour la fabrication de convertisseurs.

### La Seconde Guerre mondiale
Au début de la Seconde Guerre mondiale, des chercheurs britanniques perfectionnent le magnétron à cavité, un oscillateur de puissance qui fonctionne dans le domaine des micro-ondes, augmentant nettement les capacités des radars pour détecter les avions ennemis. Lors de la mission Tizard en septembre 1940, les Britanniques demandèrent secrètement au gouvernement américain de l'aider à les produire à grande échelle pour équiper les systèmes radar au sol et embarqués. Ce dernier enrôle l'aide des compagnies américaines pour les produire industriellement avec le soutien du laboratoire des radiations nouvellement mis sur pied au Massachusetts Institute of Technology (MIT) pour le perfectionnement du radar à micro-ondes. Raytheon reçut ainsi un contrat pour construire ces appareils et en quelques mois la compagnie avait déjà commencé à les produire en série pour les radars portables et les grands systèmes.
À la fin de la guerre en 1945, Raytheon était à l'origine de 80 % des magnétrons produits aux États-Unis et fut aussi pionnière dans la production de systèmes radars embarqués pour les bateaux, en particulier pour la détection de sous-marins. Ses recherches sur le magnétron révélèrent le potentiel des micro-ondes pour préparer la nourriture et en 1945, l'ingénieur Percy Spencer développa le premier four à micro-ondes qui fut commercialisé en 1947 sous le nom de Radarange.
Sa taille critique dans le domaine des missiles fut atteinte à l'occasion des acquisitions des branches spécialisées de Texas Instruments et de Hughes Aircraft. Mais là ne s'arrête pas sa mainmise sur le secteur de la défense car son champ d'action touche de très nombreux segments (électronique embarquée, systèmes navals, contrôle aérien, radars, simulation, logistique).
Toutefois, au début du millénaire, on assistait à une cession d'une partie de son empire. Ainsi, l'AIS (Aircraft Interation Systems issue du rachat d'E-Systems) et Hawker Beechcraft (aviation générale) seront cédés pour renforcer sa position financière.

### Géant du micro-ondes
Pour le grand public, Raytheon restera comme le créateur de la technologie des micro-ondes. En effet, l'un de ses ingénieurs, Percy Spencer (1894-1970), ayant ressenti une étrange sensation à proximité d'un radar en activité et constaté la fonte d'une barre de chocolat à l'intérieur de sa poche, il a décidé d'approfondir le sujet. Le premier aliment passant par cette voie fut le banal pop-corn et le second concernait un œuf qui finira par exploser au visage des expérimentateurs.
En 1946, le concept se révélant viable, Raytheon brevetait cette technologie de cuisson. L'année suivante, on assistait à la mise sur le marché du premier four à micro-ondes. Ce dernier présentait un caractère monstrueux au regard des standards actuels (1,8 m de haut, masse de 340 kg et puissance de 3 000 W). Refroidi par un circuit d'eau, sa pollution aux radiations était trois fois supérieures à celle des micro-ondes actuels.

### Essor des transistors
À la suite de l'invention des transistors en 1947 par les Laboratoires Bell, Norman Krim, vice-président de Raytheon, soutient l'industrialisation de ce composant, faisant de Raytheon le leader du marché. Dans la première moitié des années 1950, Raytheon fabrique ainsi la moitié des transistors vendus dans le monde.
Cela inclut la fabrication du CK703 (1948, premier transistor commercialisé), du CK718 (1952, premier transistor fabriqué de manière industrielle), du CK722 (1953, premier transistor accessible au grand public et destiné aux électroniciens amateurs).
Grâce à son expérience dans cette technologie, Raytheon peut alors commercialiser des radios portatives pour un prix accessible au public, dès le milieu des années 1950.

### Histoire récente
En novembre 2014, Raytheon acquiert l'entreprise américaine de cybersécurité Blackbird Technologies pour 420 millions de dollars. En avril 2015, Raytheon acquiert l'entreprise de cybersécurité Websense pour 1,9 milliard de dollars au fonds d'investissement Vista Equity Partners. En octobre 2015, Raytheon se renforce à nouveau dans la cybersécurité avec le rachat de Stonesoft, filiale finlandaise d'Intel spécialisée dans la sécurité informatique.
En juin 2019, United Technologies annonce la fusion de ses activités aéronautiques avec Raytheon, créant un nouvel ensemble ayant une capitalisation de 120 milliards de dollars. Les actionnaires d'United Technologies gardant une participation de 57 % dans le nouvel ensemble.
Raytheon et United Technologies fusionnent le 3 avril 2020, la nouvelle entreprise prend le nom de Raytheon Technologies. En 2023, elle se renomme RTX Corporation, Raytheon étant le nom d'une de ses trois branches.

## Structure de la compagnie
[Quand ?]

### Divisions opérationnelles
Raytheon est composée de six divisions opérationnelles principales:
- Integrated Defense Systems — basé à Tewksbury, Massachusetts : Australia’s Air Warfare Destroyer (AWD), Joint Land-Attack Cruise Missile Defense Elevated Netted Sensor System (JLENS), Patriot Air and Missile Defense System, Terminal High Altitude Area Defense (THAAD), et le programme de Destroyer de classe Zumwalt.
- Intelligence and Information Systems — basé à Garland (Texas) : Cybersecurity, ISR and environmental solutions.
- Missile Systems — basé à Tucson (Arizona) : Advanced Medium-Range Air-to-Air Missile (AMRAAM), Phalanx, Standard Missile-3 (SM-3), et Tomahawk.
- Network Centric Systems — basé à McKinney (Texas) : Active Protection System (APS), Joint Precision Approach and Landing System (JPALS), et Navy Multiband Terminal (NMT).
- Raytheon Technical Services Company LLC — basé à Reston, Virginie
- Space and Airborne Systems — basé à El Segundo, Californie: Active Electronically Scanned Array (AESA) radar, Airborne Stand-off Radar (ASTOR), AN/SPY-6 et Common Sensor Payload.

Les divisions de Raytheon sont organisées avec un ensemble de directions internationales : Raytheon Australia ; Raytheon Canada Limited ; Raytheon Microelectronics en Espagne ; Raytheon System Limited au Royaume-Uni ; et ThalesRaytheonSystems, en France.

#### Centres de développement stratégique
Ces dernières années, Raytheon se développe dans de nouveaux champs d'expertise et redéfinit ses activités centrales. Raytheon a identifié quatre 'centres de profit stratégique' pour recadrer ses moyens et son expertise :
- Homeland Security
- National missile defense
- Precision Engagement
- Renseignement, Surveillance, Reconnaissance (ISR)
- Process Improvement (Raytheon Lean6)

## Production d'armes à uranium appauvri
Plusieurs brevets déposés par la compagnie Raytheon évoquent l'utilisation d'uranium appauvri dans les missiles et autres projectiles de la compagnie.